# Kathrine Larsen
Kathrine Larsen (Albertslund, 5 mei 1993) is een voetbalspeelster uit Denemarken. Ze speelt als doelverdediger voor UC Sampdoria in de Serie A.

## Clubcarrière
In haar tienerjaren kwam Larsen uit voor Ballerup-Skovlunde Fodbold. Ze kwam tot 2015 uit voor deze club. In dat jaar vertrok ze naar Brøndby IF in de Elitedivisionen. In deze competitie kwam ze vervolgens ook uit voor Brøndby IF. In 2020 verliet ze Denemarken voor een overstap naar het Zweedse Djurgårdens IF in de Damallsvenskan. In 2021 vond ze in het Noorse Klepp IL in de Toppserien haar volgende werkgever.
In 2024 keerde ze na, een korte periode in Australië bij Western United FC, terug in Zweden bij Malmö FF. Hier hielp ze de ploeg aan promotie naar de Damallsvenskan. Sinds 2025 komt Larsen uit voor UC Sampdoria in de Serie A.

## Statistieken
| Seizoen | Club              | Land       | Competitie      | Wedstrijden | Doelpunten |
| ------- | ----------------- | ---------- | --------------- | ----------- | ---------- |
| 2017/18 | Brøndby IF        | Denemarken | Elitedivisionen | 7           | 0          |
| 2018/19 | Brøndby IF        | Denemarken | Elitedivisionen | 3           | 0          |
| 2019/20 | FC Nordsjælland   | Denemarken | Elitedivisionen | 14          | 0          |
| 2020    | Djurgårdens IF    | Zweden     | Damallsvenskan  | 17          | 0          |
| 2021    | Klepp IL          | Noorwegen  | Toppserien      | 18          | 0          |
| 2022    | Hammarby IF       | Zweden     | Damallsvenskan  | 2           | 0          |
| 2022/23 | Brøndby IF        | Denemarken | Elitedivisionen | 22          | 0          |
| 2023/24 | Brøndby IF        | Denemarken | Elitedivisionen | 1           | 0          |
| 2023/24 | Western United FC | Australië  | A-League Women  | 2           | 0          |
| 2024    | Malmö FF          | Zweden     | Elitettan       | 25          | 0          |
| 2024/25 | UC Sampdoria      | Italië     | Serie A         | 5           | 0          |
| Totaal  | Totaal            | Totaal     | Totaal          | 116         | 0          |

Laatste update: 3 april 2025

## Interlandcarrière
Larsen maakte haar debuut voor het Deense nationale team voor een wedstrijd tegen Zweden op de Algarve Cup. Met een redding op een schot van Lina Hurtig hielp ze haar land aan een 2-1 overwinning. Haar tweede interland speelde Larsen op 21 oktober 2020 toen Denemarken met 4-0 wist te winnen van Israël.